# Gallinula nesiotis
La gallinella di Tristan da Cunha, gallinella delle Tristan o gallinella dell'Isola di Gough (Gallinula nesiotis P. L. Sclater, 1861) è un uccello estinto della famiglia dei Rallidi.
Questa specie era endemica dell'isola di Tristan da Cunha, nell'oceano Atlantico meridionale. Riportata come abbondante sino al 1852, la specie si è estinta verso la fine del XIX secolo a causa della caccia, della predazione da parte di ratti, gatti e maiali introdotti dall'uomo nel suo territorio, e della distruzione del suo habitat da parte degli incendi.